# Drevo Bodi
Bodijevo drevo (sanskrt बोधि), znano tudi kot Bo (iz singalščine Bo) in sveti figovec (devanagari पीपल के पडड़) , je veliko in zelo staro sveto drevo figovec (Ficus religiosa)), ki se nahaja v Bodh Gaya, pod katerim je Siddhartha Gautama, duhovni učitelj, ki je kasneje postal znan kot Buda, rekel, da je dosegel razsvetljenje (Bodi) . V religiozni ikonografiji je Bodijevo drevo prepoznavno po srčastih listih.
Izraz "drevo Bodi" se široko uporablja tudi za trenutno obstoječa drevesa, zlasti za sveti figovec (Ficus religiosa), ki rastejo v templju Mahabodhi v Bodh Gaja, ki se pogosto navaja kot neposredni potomec prvotnega vzorca, zasajenega leta 288 pr. n. št. To drevo je pogosto cilj romarjev, ki je najpomembnejši od štirih glavnih budističnih romarskih krajev. Druga drevesa po svetu, ki imajo v zgodovini budizma velik pomen, so drevesa Anandabodhi v Sravasti in drevo Bodi v Anuradhapuri na Šrilanki. Verjamejo, da sta oba izvirna drevesa.

## Praznovanja

### Bodijev dan
8. decembra se praznuje Bodijev dan ali Budovo razsvetljenje. Tisti, ki sledijo dharmi, se pozdravijo z besedami: Budu saranai!, kar pomeni, naj bo Budov mir s tabo." 

## Izvor in potomci

### Bodhgaja
Drevo Bodi v templju Mahabodhi se imenuje Šri Maha Bodhi. Gautama Buddha je dosegel razsvetljenje (bodi) med meditiranjem pod svetim figovcem. Po budističnih besedilih je Buda pod tem drevesom meditiral, ne da bi se s sedeža premaknil sedem dni. Svetišče, imenovano Animisalocana cetiya, je bilo kasneje postavljeno na mestu, kjer je sedel. 
Mesto je bilo uporabljeno kot svetišče še v času Budovega življenja. Kralj Ašoka se je najbolj trudil, da je poklonil drevesu Bodi in vsako leto njemu v čast organiziral festival v mesecu Kattika.  Njegova kraljica, Tissarakkhā, je bila ljubosumna na drevo in je tri leta po tem, ko je postala kraljica (t. j., v devetnajstem letu vladavine Ašoka), povzročila, da so drevo ubili mandljevi trni.  Drevo pa je spet zraslo, dogradili pa so mu velik samostan na Bodhimando, ki se imenuje Bodhimanda Vihara. Med tistimi, ki so bili prisotni pri ustanovitvi Mahā Thūpa, je omenjenih trideset tisoč menihov iz Bodhimande Vihare, ki jih je vodil Cittagutta. 
Drevo je ponovno posekal kralj Pushyamitra Shunga v 2. stoletju pred našim štetjemin kralj Shashanka leta 600. V 7. stoletju je kitajski popotnik Xuanzang podrobno opisal drevo.
Vsakič, ko je bilo drevo uničeno, je bilo na istem kraju zrastlo novo drevo. 
Leta 1862 je britanski arheolog Alexander Cunningham opisal mesto kot prvi vpis v prvem delu Arheološke raziskave Indije (Archaeological Survey of India):
Slavno drevo Bodi še vedno obstaja, vendar je zelo razpadlo; eno veliko steblo, s tremi vejami na zahodu, je še vedno zeleno, druge pa so brez lubja in gnile. Zelena veja morda pripada mlajšemu drevesu, saj obstajajo številna stebla očitno različnih dreves, združenih skupaj. Drevo je bilo treba pogosto obnavljati, saj sedanji Pipal stoji na terasi, ki je vsaj 30 metrov nad ravnjo okolice. Leta 1811 je bil v polni moči, ko ga je videl dr. Buchanan (Hamilton), ki ga opisuje kot po vsej verjetnosti, ki ne presega 100 let. 
Vendar pa je drevo razpadalo še naprej in leta 1876 je bilo preostalo drevo uničeno v nevihti. Leta 1881 je Cunningham postavil novo drevo Bodi na isto mesto.

### V samostanu Jetavana, Sravasti
Budizem pripoveduje, da je Buda, medtem ko je bil še živ, ukazal ljudem, da lahko darujejo svoje daritve v imenu Bude, ko je bil odsoten na romanju, sankcioniral pa je zasaditev semena z drevesa Bodi v Bodhgaji pred vhodom v samostan Jetavana blizu Sravaste. V ta namen je Moggallana (ena od podob Bude) z drevesa ujel sadež, ko se je odtrgal iz peclja, preden je prišel do tal. Trgovec Anatapindika (dobeseden prevod tisti, ki daje milosti revnim) ga je  zasadil v zlatem kozarčku z velikim pompom in slovesnostjo. Mlado drevo je takoj zrastlo dolgo petdeset kubitov, in zato, da bi ga posvetil, je Buda preživel eno noč pod njim, v meditaciji. To drevo, saj je bilo posajeno pod vodstvom Anande (eden od Budovih učencev), je bilo znano kot Ananda Bodi.

### V Anuradhapuri, Šrilanka
Hči kralja Ašoka, nuna Sanghamittra, je del drevesa pripeljala na Šrilanko, kjer brez premora raste do današnjega dne v starodavni prestolnici otoka v Anuradhapuri. To drevo se je prvotno imenovalo Jaya Sri Maha Bodi in je bilo še eno drevo Bodi, zasajeno v letu 245 pr. n. št..  Čeprav se je originalno drevo Bodi propadlo od starosti, se na otoku še vedno nahajajo potomci drevesa, ki so jih prinesli cesar Ašoka, kralj Mahindra in njegova hči Sanghmittra. 
Po mnenju Mahavamse je bil Šri Maha Bodhi na Šrilanki zasajen leta 288 pr. n. št., zato naj bi  bil najstarejši preverjeni vzorec katerega koli angiosperma. V tem letu (dvanajsto leto vladavine kralja Ašoka) je Sanghamittā v Anurādhapura prinesla desno vejo drevesa Bodi in kralj Devānāmpiya Tisa ga je posadil v Mahāmeghavana. Buda je na svoji smrtni postelji rešil pet stvari, od katerih je bila ena veja, ki jo je treba odpeljati na Cejlon, je naročil. Iz Gaje je bila veja odpeljana v Pataliputto, od tam v Tāmalittī, kjer je bila postavljena na ladjo in odplula v Jambukolo; končno je prišla v Anuradhapuro, ki je stala na poti v Tivakki. Tisti, ki so pomagali kralju na svečanosti sajenja drevesa, so bili plemiči iz Kājaragāme, Candanagāme in Tivakke.
Jaya Sri Maha Bodhi je znan tudi kot najbolj sveto drevo Bodi. Znano je, da povzroča dež in zdravi bolne. Ko je posameznik zbolel, je eden od njegovih sorodnikov obiskal drevo Bodi z vodo sedemkrat v sedmih dneh in se v imenu bolnih zaobljubil za hitro okrevanje. 

### Za Honolulu, Havaji
Leta 1913 je Anagarika Dharmapala vzel potomko Šri Maha Bodhi na Havaje, kjer jo je predstavil svoji dobrotici Mary Foster, ki je financirala budistično misijonarsko delo. Zasadila ga je v tla njenega vrta v Honoluluju. Po smrti je zapustila hišo in posest ljudem v Honoluluja, ki so uredili Fosterjin botanični vrt.

### Za Chennai, Indija
Leta 1950 je Jinarajadasa vzel tri sadike Šri Maha Bodhija, da je dve posadil v Čenaju, enega pa blizu Budovega templja pri Theosophical Society, še enega ob ustju reke Adyar. Tretji je bil zasajen blizu centra za meditacijo na Šrilanki. 

### Za Thousand Oaks, Kalifornija, ZDA
Leta 2012 je Brahmanda Pratap Barua Ripon iz Dake v Bangladešu vzel sadiko drevesa Bodi iz Buddhagaje v mesto Thousand Oaks v Kaliforniji, kjer ga je predstavil svojemu dobrotniku Anagariki Glenn Hughesu, ki je financiral budistično delo in učil budizem v ZDA. On in njegovi učenci so se s sadiko zahvalili, kasneje pa so posadili drevesce v zemljo v bližnjem parku.

### Drevesa prejšnjih Bud
Po mnenju Mahavamse so veje iz drevesa Bodi vseh Bud, rojenih v času te kalpe, posadili na Cejlon (Šrilanka) na kraju, kjer danes stoji svetišče Bodhi v Anurādhapuri. Sadiko Kakusandhajevega (prvi Buda bhadrakalpe) drevesa je prinesla nuna, imenovana Rucānandā, Konagamanovega (drugi Buda bhadrakalpe) Kantakānandā (ali Kanakadattā) in Kašjapovega (tretji Buda bhadrakalpe) Sudhammā.

## Uporaba
Molitvene kroglice so narejene iz semen svetega figovca (Ficus religiosa), in veljajo za svete zaradi bližine samemu Budi in njegovemu razsvetljenju.